# L'insegnante viene a casa
L'insegnante viene a casa è un film del 1978 diretto da Michele Massimo Tarantini.

## Trama
Luisa De Dominicis, una giovane e attraente insegnante di pianoforte, prende in affitto un appartamento a Lucca per stare più vicina al suo fidanzato, l'assessore Ferdinando Bonci Marinotti, che le ha nascosto d'essere già sposato. L'ignara Luisa spera di convolare a nozze con Ferdinando quanto prima, e lo cerca sempre con insistenza. Ferdinando vuole invece evitare uno scandalo per la sua carriera politica, e un eventuale divorzio, e continua a mentire.
Nel condominio dove alloggia Luisa vivono diversi uomini che, colpiti dalla disinibita avvenenza della donna, la scambiano erroneamente per una prostituta e tentano con vari pretesti e sotterfugi d'introdursi in casa sua e approfittarsene. L'unico che riesce a distrarla da Ferdinando è Marcello, il figlio del dottor Busatti. Alla fine, Luisa s'innamora di Marcello, perché capisce che tra loro non c'è solo attrazione fisica.